# Aldzhanite
L'aldzhanite è un minerale disconosciuto ufficialmente dall'IMA nel 1972 in quanto il campione era insufficientemente caratterizzato chimicamente.

## Origine e giacitura
L'adzhanite è stata trovata fra i residui insolubili della carnallite-bischofite.